# Haferfeld
Haferfeld ist ein Ortsteil Gernrodes, das seinerseits als Ortsteil Stadt Gernrode zur Stadt Quedlinburg im sachsen-anhaltischen Landkreis Harz gehört.
Darüber hinaus ist es als Revierförsterei im örtlichen Denkmalverzeichnis eingetragen.

## Lage

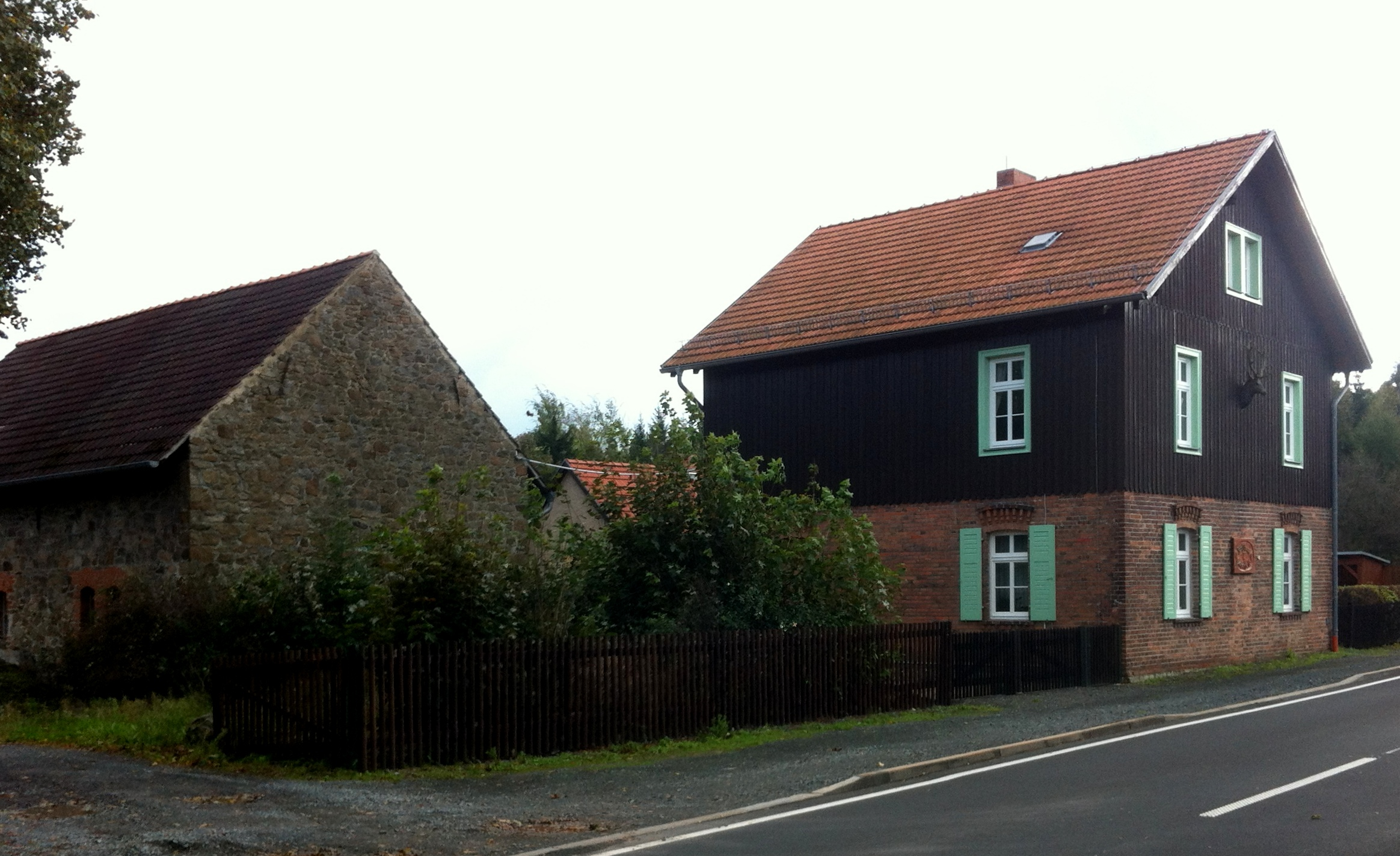
Revierförsterei Haferfeld

Haferfeld liegt an der Landesstraße L 243 von Gernrode nach Harzgerode südlich von Gernrode.
Eine Buslinie verbindet den Ortsteil mit Gernrode, in der Nähe gibt es den Haltepunkt Sternhaus-Haferfeld der Selketalbahn.
Haferfeld umfasst nur wenige Gebäude, darunter die Revierförsterei Haferfeld.

## Geschichte

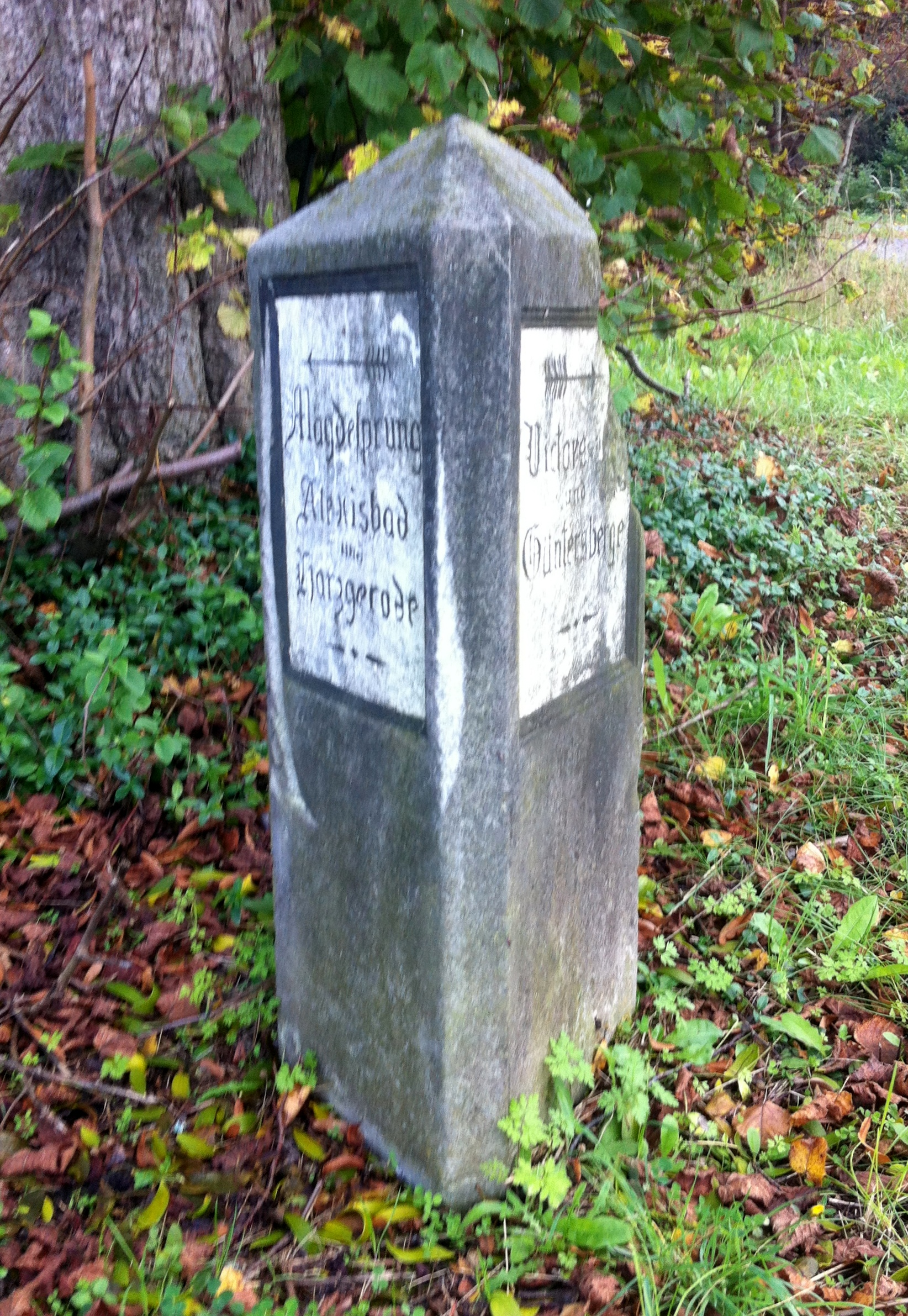
Historischer Wegweiser in Haferfeld

Im Jahr 1539 wurde auf dem Haferfeld ein Vorwerk mit Zollhaus errichtet.  Das in der Nähe Haferfelds ursprünglich befindliche Dorf Beheim wurde während des Dreißigjährigen Kriegs zur Wüstung. In der Zeit von 1726 bis 1859 wurde eine Haferfeldschänke betrieben. Sie musste 1859 aus Platzgründen schließen. Anschließend bestand eine Oberförsterei. 1832 erwarb der Amtmann Henneberg neben der Stiftsdomäne Gernrode auch das Vorwerk Haferfeld.
Ende des 19. Jahrhunderts wurde das denkmalgeschützte Gebäude der heutigen Revierförsterei Haferfeld errichtet. Es entstand als zweigeschossiger schlichter Backsteinbau. Das Obergeschoss ist mit einer vertikalen Verbretterung verkleidet. Fenster und Eingangsbereich sind in den für die Bauzeit typischen Formen erhalten. Das Forstrevier Haferfeld gehört zum Landesforstbetrieb Sachsen-Anhalt und ist dort dem Forstbetrieb Ostharz angegliedert.
Kurzzeitig, von 1993 bis 1995 bestand neben der Försterei wieder eine Gaststätte.